# Psatirianos
Psatirianos eram uma seita ariana ativa no início do século V.
O cerne do arianismo era a afirmação de que o Filho não foi gerado por Deus, mas criado por ele: surgiu, portanto, a questão de saber se Deus poderia ser chamado de “Pai”, apesar de não ter gerado. Doroteu de Antioquia sustentava que Deus não tinha sido e não poderia ser chamado de “Pai” antes da existência do Filho; pelo contrário, Marino da Trácia sustentou que Deus sempre foi "Pai", mesmo antes da existência do Filho (Sócrates Escolástico insinua que Marino foi movido pelo despeito devido à menor reverência que lhe foi demonstrada).
As duas facções separaram-se por volta de 485, com os seguidores de Doroteu mantendo os locais de reunião que possuíam e os de Marino construindo oratórios separados para si. Os seguidores de Marino adotaram o nome de "psatirianos", pois um de seus membros mais devotados era um certo Teoctisto Psatirópoles (em grego:  Θεόκτιστός τις ψαθυροπώλης), um sírio. Entre os defensores desta posição estava Selina, bispo dos Godos, e por esta razão a seita também tomou o nome de Godos. Logo aconteceu que se abriram facções dentro do grupo, entre Marino e um certo Agápio, apoiado pelos godos; Sócrates Escolástico relata que estas eram questões de precedência e que muitos seguidores, enojados com isso, tornaram-se "homousianos".
Durante o consulado do mestre dos soldados na presença godo Plinta (419), que era membro da seita, os psatirianos decidiram fazer a paz com os seguidores de Doroteu, e estabeleceram uma espécie de lei segundo a qual era proibido negociar novamente com a questão que se separou. Parece, no entanto, que a reconciliação foi eficaz apenas em Constantinopla e que nas outras cidades as duas facções permaneceram separadas.